# Бігун червонуватий
Бігун червонуватий (Harpalus rubripes) — вид жуків родини турунових (Carabidae).

## Поширення
Вид поширений в Європі, Малій Азії, Центральній Азії та у Сибіру. Після 1987 року інтродукований у Північній Америці.

## Опис
Жук завдовжки 8,5-12,2 мм. Тіло самця темне, синьо-чорне, а самиці більш руде, бронзове, часто з зеленим металевим блиском. Ноги і вусики червонуваті. Четвертий і третій сегменти вусиків з тонкими короткими волосками і деякими довгими щетинками на кінчику. Покриви мають тонкий, блискучий золотом короткий волосяний покрив. Грудний щиток широкий і без щетини, жорсткого прямостоячого волосся в задньому куті. Перший суглоб задньої лапки (тарсус) коротший за шпору на кінчику гомілки (гомілкової кістки).

## Спосіб життя
Harpalus rubripes живе в місцях з рідкісною рослинністю і зазвичай веде нічний спосіб життя.